# Elfie (téléfilm)
Pour les articles homonymes, voir Elfie.
Elfie (サンゴ礁伝説 青い海のエルフィ, The legend of submerge coral: Elfy of the Blue Sea) est un anime japonais produit par Nippon Animation et diffusé le 19 mai 1986 sur Fuji Tv. Cet anime est en partie basé sur l'œuvre de Hayao Miyazaki Nausicaä de la vallée du vent. Ce téléfilm fut diffusé dans le cadre d'un spécial télé, avec pour accroche "Vous fera aimer la mer". Ce téléfilm fut diffusé en français au Canada en 1988 sur Super Écran puis en 1990 sur Radio-Canada et à quelques reprises dans les années 1990.

## Histoire
400 ans dans le futur, le monde est presque entièrement submergé à la suite de la fonte des calottes polaires due à la pollution des hommes. Elfie, 12 ans, vit avec son père adoptif et son frère dans une des cités sous-marines reconstruites. Un jour, à la suite d'une course sous la mer qui tourne mal, Elfie perd son masque à oxygène, mais découvre qu'elle n'a aucun mal à respirer sous l'eau. De plus, sa chevelure prend une coloration bleutée. Intriguée, elle questionne son père qui semble troublé par ses dires. Au fil de ses découvertes, Elfie découvre qu'elle appartient à un peuple sous-marin prêt à déclarer la guerre aux hommes, pour protéger la mer qui est de plus en plus polluée et constitue leur seule source de vie. Mais Elfie tente par tous les moyens d'éviter la guerre.

## Voix françaises (doublage canadien)
- Nicole Fontaine : Elfie
- Gilbert Lachance : Alcus
- Yves Massicotte : Miléus
- Guy Nadon : Charisma

## Production
- Production : Fuji TV Nippon Animation
- Producteur : Hirokazu Motohashi
- Gestion de la production : Makoto Takakuwa
- Projet : Shiyouzi Sato, Kubota Eiiti
- Scénario : Huzimoto Nobuyuki
- Directeur : Masao Kuroda
- Directeur de la photographie : Toshiaki Morita
- Character design : Yōichi Kotabe
- Conception mécanique : Kenzou Koizumi
- Musique : Toshiyuki Watanabe

## Chansons
- « Mermaid in Blue », interprétée par Tane Tomoko